# Consiglio della rupe
Il consiglio della rupe è una cerimonia tipica della branca lupetti di alcune associazioni scout.

## Svolgimento
Il consiglio si svolge generalmente con il canto Attorno alla rupe. Finito il canto, Akela introduce i motivi per cui si sta svolgendo la cerimonia: si può fare una verifica di un'attività, si può fare la cerimonia dell'accettazione, si può fare la promessa oppure si può confermare il raggiungimento della preda o della specialità. Dato che il consiglio della rupe è una cerimonia, il lupetto deve giungere in uniforme completa.

## Valori del consiglio della rupe
Verticalità
I lupi si dispongono in cerchio secondo il proprio percorso: per primi entrano i lupi anziani, i lupi della rupe, i lupi della legge e infine le zampe tenere.
Esperienza
I lupi, disponendosi in ordine di rupe, hanno una diretta visione di coloro che son giunti a una tappa superiore alla propria, diventando così modello per gli altri lupi e zampe tenere.

## Fonti
- Patto Associativo (PDF), su agesci.org. URL consultato il 6 giugno 2012 (archiviato dall'url originale il 15 maggio 2012).